# Tweety González
Fabián Andrés González Amado, más conocido como Tweety González (Buenos Aires, 3 de noviembre de 1963) es un tecladista y productor argentino. Fue pionero en el uso del sistema MIDI y de los sámplers en el rock argentino de los años ochenta. Fue el músico que interpretó los teclados y las programaciones con Soda Stereo durante más tiempo, razón por la cual suele ser llamado el «cuarto Soda».

## Biografía
Criado en el barrio de Versalles de la ciudad de Buenos Aires. Desde muy chico tocó el acordeón de su madre, que era profesora del instrumento y el piano de su tía. Se formó musicalmente en el Collegium Musicum, donde estudió música, flauta y percusión.
De adolescente fue influenciado por los el rock argentino, el jazz junto a The Beatles y Pink Floyd. Estudió en el Conservatorio Municipal Manuel de Falla, especializándose en piano.
Su primer trabajo profesional fue como tecladista de Celeste Carballo en el pico de popularidad de la artista. Con ella grabó como tecladista el disco Mi voz renacerá. En 1983 fue invitado a tocar con Moro-Satragni.
En 1984 integró la banda de Fito Páez, con quien se desempeñaría durante varios años, participando en varios álbumes como tecladista, programador y productor, entre ellos El amor después del amor (1992) como coproductor, tecladista y programador, el álbum más vendido en la historia del rock argentino, con 0,8 millones de unidades.
En 1989 fue invitado por primera vez a actuar como tecladista y programador de Soda Stereo, durante la Gira Languis que la banda realizó por Estados Unidos, México y varios países de Centroamérica. Desde entonces tocó con Soda en el 95% de sus shows, constituyéndose en el músico invitado con mayor actuación con la banda.
Grabó con ellos los discos: Rex Mix, Canción Animal (1990), Dynamo (1992), Sueño Stereo (1995), MTV Unplugged (1996), El último concierto (1997), Me verás volver (2007).
Es habitual que sea denominado como «el cuarto Soda»; Tweety González sintetiza su participación con Soda Stereo con estas palabras:

Para mí hay un antes y un después en mi vida con Soda, no solo a nivel musical sino a una forma de vida.
Tweety González

En 1991 coprodujo junto a Fito Páez el disco de Fabiana Cantilo, Algo mejor, que contiene el hit «Mi enfermedad», con producción vocal de Tweety.
En 1999, González fundó la banda Ácida (tocando teclados y coarreglando) junto a Alina Gandini, con un disco grabado en Buenos Aires en 2002. Luego de haber tocado en varios shows, se mudaron a Los Ángeles (California). Allí mezclaron el disco La vida real, que fue coproducido y firmado para el sello SONIC 360 por Chris Allison. La banda se rearmó con Argel Cota (en batería), Rick Deliz (en guitarra, bajo, sinte) y luego Juan Martínez (en guitarra) y Tatik Cota (en bajo). A los 9 meses de tocar en el circuito de California la banda gana el premio a la mejor banda latina basada en Estados Unidos, otorgado por la revista La Banda Elástica. La banda regresó a Buenos Aires y se disolvió en 2004.
A principios del 2002 produce en la ciudad de Los el disco Tripping Tropicana, de la agrupación colombiana Superlitio, disco nominado para un Grammy Latino.
En 2005 Produjo el quinto álbum de la banda peruana Libido, a quienes ya había producido y con quienes ganó un premio MTV por su segundo álbum (Hembra). El mismo año produjo el tercer álbum de Adicta (Día de fiebre), y luego el segundo de Emmanuel Horvilleur (Rocanrrolero).
En 2005 trabajó junto con Gustavo Cerati en la producción de dos temas del álbum de Shakira Oral Fixation Vol. 2.
Terminado ese trabajo, Tweety comenzó a trabajar en el cuarto álbum de Gustavo Cerati, Ahí vamos. El disco obtuvo dos Premios Grammy ―mejor álbum de rock y mejor canción rock― por «Crimen», y varios Premios Gardel, entre ellos el de mejor canción y producción del año.
En 2006, González produjo a la banda ecuatoriana Rocola Bacalao, y a la banda de Charly y Andrés Alberti, Mole, para Sony Music.
En 2007 volvió a ganar un premio Grammy junto a Gustavo Cerati por la canción «La excepción».
Produjo el álbum del grupo argentino Los Tipitos, Tan real, con buen número de ventas y buenas críticas.
Produjo también el disco debut de la artista mexicana Ximena Sarinana, titulado Mediocre, con el cual batió récord de ventas en México para un artista debut, alcanzando el disco de platino a las pocas semanas de salir a la venta y nominándose al Grammy Latino como mejor producción junto a la artista.
Terminó el año siendo convocado nuevamente para la gira reunión 2007 de Soda Stereo llamada Me Verás Volver, integrada por 22 recitales e todo lo largo del continente americano. En la misma se hizo cargo de los pianos, órganos y sintetizadores. También fueron invitados Leandro Fresco en teclados, percusión y coros y Leo García en guitarras y coros.
En 2008 produce a la banda liderada por Joaquin Levinton, Sponsors, con gran éxito de radio.
En 2009 abre su estudio privado y funda la editorial musical Tornasolado junto a Jorge Klinoff por donde pasan algunas obras de Capri, Richard Coleman, Amel, Juguete Ruidoso, Hamacas al Río, entre otros. El estudio opera dentro de los míticos estudios EL PIE. A partir de este momento gran parte de las producciones de Tweety son mezcladas por el mismo.
Entre 2009 y 2013 produce varios discos entre ellos los de De Saloon (Chile), MINK (México), CAPRI, Hamacas al Río, Rescate, Dietrich, Richard Coleman, Paola Vergara (México) y Carlos Méndez (Panamá).
Entre 2011 y 2012 produce la mitad del disco doble de Kevin Johansen para Sony Music Argentina, al mismo tiempo produce a AMEL, banda netamente Spinetteana.
Otras bandas y artistas que González produjo a lo largo de 3 décadas son entre otras: Viuda e Hijas de Roque Enroll, De Saloon (Chile), Arbolito, Enero será mio, Rosario Ortega, Ojas, Juguete Ruidoso, Poli Salustro, Paradise, David Bolzoni, Ulises Butron. Ha dado clínicas, workshops y charlas en Colombia (4 ciudades), México, Venezuela y Bolivia.
En el 2013 se publica el disco debut de Zero Kill, proyecto personal de Benito Cerati, donde TG toca, coproduce y mezcla.
En junio del 2013 firma contrato con The Orchard para la distribución digital de su nuevo sello digital Twitin Records.
En 2015 y 2025 la Fundación Konex recibió un Diploma al Mérito en la disciplina Productor Artístico de la década.

## Discografía

### Ácida
- Tributo a The Cure: Por Que No Puedo Ser Tú, junto a Ulises Butrón versionan «Apart (Separado)», (1999)
- La vida real, (2005)[5]

### Seleccionada
- Mi voz renacerá, Celeste Carballo (1983).
- Giros, Fito Páez (1985).
- Canción animal, Soda Stereo (1990).
- El amor después del amor, Fito Páez (1992).
- Dynamo, Soda Stereo (1992).
- Horno para calentar los mares, Illya Kuryaki and the Valderramas (1993).
- Comfort y música para volar, Soda Stereo (1996).
- El último concierto, Soda Stereo (1997).
- Ciudad de pobres corazones, Fito Páez (1987).
- Ey!, Fito Páez (1988).
- Algo mejor, Fabiana Cantilo (1991) (coproducido con Fito Páez).
- Emporio Bizarro, Santos inocentes (1998).
- Los ojos, Spinetta y los socios del desierto (1999).
- Hembra (Premio MTV), Libido (2000).
- Tripping Tropicana, Superlitio (2005).
- Día de la fiebre, Adicta (2005).
- Rocanrolero, Emmanuel Horvilleur (2005).
- Oral Fixation Vol. 2 (dos temas), Shakira (2005).
- Lo último que hablé ayer, Libido (2005).
- Infierno, Rocola Bacalao (2006).
- Ahí vamos, Gustavo Cerati, dos Premios Grammy y varios Premios Gardel (2006).
- Tan real, Los Tipitos (2007).
- Mediocre, Ximena Sariñana (2007).
- 110%, Sponsors (2008).
- Delicada violencia, De Saloon (2008).
- De pie, Carlos Méndez (2009).
- Discotape, Capri (2009).
- Arriba, Rescate (2010).
- Dietrich, D.I.E.T.R.I.C.H. (2010).
- Siberia Country Club, Richard Coleman (2011).
- Sí o no, Loli Molina (2011).
- Mar, Carlos Méndez (2012).
- Poli Sallustro (2013).
- Zero Kill (2013).
- Ciudad Artificial, Motteros (2015).

## Vida personal
Estuvo casado con la cantante y pianista argentina Alina Gandini.